# Северный Кондас
Северный Кондас — река в России, протекает в Усольском районе Пермского края. Правая составляющая реки Кондас (левая — Сирья). Длина реки составляет 31 км.
Река образуется слиянием двух рек — Гали (левая составляющая) и Гижги (правая составляющая). Слияние рек находится у деревни Трезубы. Северный Кондас течёт на восток, русло крайне извилистое. Ширина реки на всё протяжении составляет 15-20 метров. Всё течение проходит по ненаселённому лесному массиву, на берегах — несколько покинутых деревень. Сливается с Сирьей, образуя Кондас, у нежилой деревни Северный Кондас.

## Притоки (км от устья)
- 1,7 км: река Лемзер (пр)
- река Моян (лв)
- 7,5 км: река Буслаевка (в водном реестре — без названия, пр)
- река Фролянка
- река Какшор (лв)
- 31 км: река Галя (лв)
- 31 км: река Гижга (пр)

## Данные водного реестра
По данным государственного водного реестра России относится к Камскому бассейновому округу, водохозяйственный участок реки — Кама от города Березники до Камского гидроузла, без реки Косьва (от истока до Широковского гидроузла), Чусовая и Сылва, речной подбассейн реки — бассейны притоков Камы до впадения Белой. Речной бассейн реки — Кама.
По данным геоинформационной системы водохозяйственного районирования территории РФ, подготовленной Федеральным агентством водных ресурсов:
- Код водного объекта в государственном водном реестре — 10010100912111100007536
- Код по гидрологической изученности (ГИ) — 111100753
- Код бассейна — 10.01.01.009
- Номер тома по ГИ — 11
- Выпуск по ГИ — 1